# خواجة سليم الله
نواب سير خواجة سليم الله بهادير (1871–1915) هو رابع «نواب مدينة دكا» وأحد السياسيين المسلمين البارزين خلال الراج البريطاني، في عام 1906 تأسست رابطة مسلمي عموم الهند رسميًا في المؤتمر التعليمي الذي عقد في دكا. أقيم المؤتمر في «منزل إحسان» المقر الرسمي لنواب دكا. كان السير سليم الله راعيًا رئيسيًا للتعليم في البنغال الشرقية، وأحد مؤسسي جامعة دكا ومدرسة إحسان الله للهندسة (الآن جامعة بنغلاديش للهندسة والتكنولوجيا). وكان السير سليم الله مؤيدًا قويًا لتقسيم البنغال، وعضوًا في مجلس آسام التشريعي من 1906 إلى 1907. وعضوًا في الجمعية التشريعية البنغالية من عام 1913 حتى وفاته في كالكوتا عام 1915 عن عمر يناهز 43 عامًا. كما كان الرئيس المؤسس لرابطة البنغال المسلمة عام 1907.